# Florence Baverel
Florence Baverel (* 24. Mai 1974 in Pontarlier, Frankreich), ab 2000 bis zu ihrer Scheidung amtlich Florence Baverel-Robert, ist eine ehemalige französische Biathletin.

## Werdegang
Florence Baverel trat im Biathlon-Weltcup zum ersten Mal 1994 in Erscheinung, Anfang 1995 belegte sie im Sprint- sowie Einzelrennen von Ruhpolding zweimal Platz zwei. Gleich ihre ersten beiden Saisons beendete sie zwei Mal mit Platz sieben im Gesamtweltcup. Ihre ersten WM-Medaillen gewann Baverel mit französischen Staffeln und Mannschaften, bis 1999 konnte sie insgesamt zwei Silber- und zwei Bronzemedaillen erringen. Im Jahre 2000 gewann sie mit der Bronzemedaille in der Verfolgung ihre erste Einzelmedaille bei Weltmeisterschaften. 2000 heiratete sie den Biathleten Julien Robert, von dem sie mittlerweile geschieden ist.
Den erfolgreichen 1990er-Jahren folgten einige Jahre, in denen Florence Baverel-Robert nicht an die Erfolge früherer Zeiten anknüpfen konnte. Weder bei Weltmeisterschaften noch den Olympischen Spielen 2002 in Salt Lake City konnte sie Medaillen erringen. Mit dem neunten Platz im Gesamtweltcup der Saison 2001/02 konnte die Französin nur eine Top-10-Platzierung innerhalb von sechs Jahren vorweisen.
Bei den Olympischen Winterspielen 2006 in Turin konnte sie den größten Erfolg ihrer Karriere erzielen. Florence Baverel-Robert, die im Biathlon-Weltcup zuvor zwar schon fünfmal Zweite war, aber noch nie ein Rennen gewonnen hatte, siegte im Sprint von San Sicario und wurde Olympiasiegerin. Dies war der erste Einzelsieg einer Französin bei Olympischen Winterspielen im Biathlon sowie die erste Medaille für französische Biathletinnen seit zwölf Jahren. Dieser Erfolg kam für viele überraschend, da Florence Baverel-Robert zwar zu den besten Schützinnen im gesamten Athletenfeld gehörte, ihr jedoch Spitzenergebnisse meist durch eine eher schwächere Laufform verwehrt blieben. Basis ihres Olympiasieges war ein fehlerfreies Schießen, mit der sechstbesten Laufzeit des Rennens konnte sich Baverel-Robert schließlich knapp vor der Schwedin Anna Carin Olofsson behaupten. Der Sieg im olympischen Sprintrennen blieb der einzige Einzelsieg sowie die einzige Goldmedaille in der Karriere der Französin.
Mit der französischen Staffel gewann sie außerdem die olympische Bronzemedaille sowie ebenfalls Staffel-Bronze bei den Mixed-Weltmeisterschaften. Die Saison 2005/06 beendete Baverel-Robert als Zehnte des Gesamtweltcups.
Bei den Biathlon-Weltmeisterschaften 2007 in Antholz gehörte Florence Baverel-Robert mit drei Silbermedaillen zu den erfolgreichsten Athletinnen. Im Einzelrennen lag sie mit fehlerfreier Schießleistung hinter der ebenfalls fehlerfreien Norwegerin Linda Grubben, mit eigenen guten Leistungen war sie außerdem am Gewinn der Silbermedaillen im Staffel- und Mixed-Staffel-Rennen beteiligt. Am Ende der Saison 2006/07, die Baverel-Robert als Gesamtfünfte beendete, gab sie ihren Rücktritt vom aktiven Biathlon-Sport bekannt.

## Statistik

### Weltcupsiege
| Nr. | Datum         | Ort         | Disziplin       |
| --- | ------------- | ----------- | --------------- |
| 1.  | 16. Feb. 2006 | Turin (OWS) | Sprint (7,5 km) |

| Nr. | Datum         | Ort         | Disziplin              |
| --- | ------------- | ----------- | ---------------------- |
| 1.  | 22. Jan. 1995 | Oberhof     | Team (15 km) 1         |
| 2.  | 19. März 1995 | Lillehammer | Staffel (4 × 7,5 km) 1 |
| 3.  | 14. Jan. 1996 | Antholz     | Staffel (4 × 7,5 km) 1 |
| 4.  | 10. März 1996 | Pokljuka    | Staffel (4 × 7,5 km) 1 |
| 5.  | 17. März 1996 | Hochfilzen  | Staffel (4 × 7,5 km) 1 |
| 6.  | 14. Dez. 1997 | Östersund   | Staffel (4 × 7,5 km) 2 |
| 7.  | 5. Jan. 2006  | Oberhof     | Staffel (4 × 6 km) 3   |
| 8.  | 17. Dez. 2006 | Hochfilzen  | Staffel (4 × 6 km) 3   |
| 9.  | 3. Jan. 2007  | Oberhof     | Staffel (4 × 6 km) 3   |

### Biathlon-Weltcup-Platzierungen
Die Tabelle zeigt alle Platzierungen (je nach Austragungsjahr einschließlich Olympische Spiele und Weltmeisterschaften).
- 1.–3. Platz: Anzahl der Podiumsplatzierungen
- Top 10: Anzahl der Platzierungen unter den ersten zehn (einschließlich Podium)
- Punkteränge: Anzahl der Platzierungen innerhalb der Punkteränge (einschließlich Podium und Top 10)
- Starts: Anzahl gelaufener Rennen in der jeweiligen Disziplin

| Platzierung | Einzel | Sprint | Verfolgung | Massenstart | Staffel | Gesamt |
| ----------- | ------ | ------ | ---------- | ----------- | ------- | ------ |
| 1. Platz    |        | 1      |            |             | 9       | 10     |
| 2. Platz    | 4      | 2      | 1          |             | 6       | 13     |
| 3. Platz    | 2      | 3      | 1          |             | 7       | 13     |
| Top 10      | 18     | 23     | 19         | 8           | 38      | 106    |
| Punkteränge | 33     | 60     | 47         | 20          | 38      | 198    |
| Starts      | 46     | 93     | 58         | 21          | 38      | 256    |

## Privates
Nach ihrer aktiven Karriere wurde sie im Oktober 2008 Mutter einer Tochter, Rose (inzwischen auch Biathletin), und Kommentatorin bei der französischen Sprachausgabe von Eurosport. Inzwischen hat sie drei Kinder: einen 2010 geborenen Sohn und eine zweite, 2012 geborene Tochter. Sie arbeitete u. a. als Erzieherin für behinderte Kinder und als Rekrutiererin für das französische Militär. Seit 2007 ist der ehemalige Biathlet Gilles Marguet ihr Lebensgefährte.
Sie wohnt wieder, wie in ihrer Kindheit, in Lièvremont (deutsch: Hasenberg), im französischen Jura, in der Nähe der Schweizer Grenze. Im September 2019 wurde in der benachbarten Ortschaft Arçon ein nach ihr benanntes Biathlonstadion eröffnet.